# Jean-Drapeau (Metro Montreal)

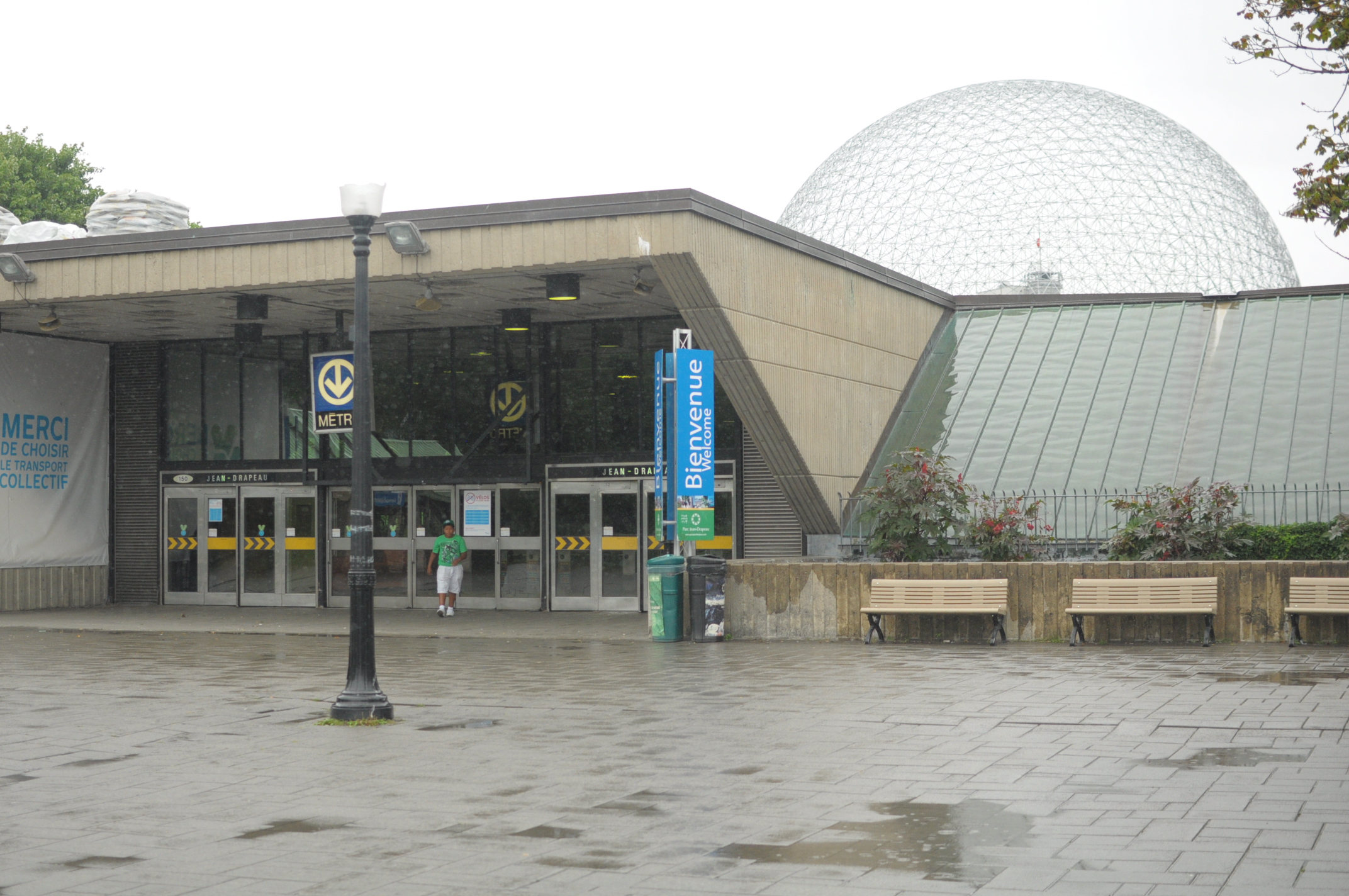
Das Stationsgebäude, im Hintergrund die Biosphère

Jean-Drapeau ist eine U-Bahn-Station in Montreal. Sie befindet sich im Arrondissement Ville-Marie, genauer am südlichen Ende der Île Sainte-Hélène, einer vorgelagerten Insel im Sankt-Lorenz-Strom. Es handelt sich um die einzige Zwischenstation an der gelben Linie 4, welche die Innenstadt von Montreal mit dem Vorort Longueuil verbindet. Im Jahr 2019 nutzten 1.703.636 Fahrgäste die Station, was dem 59. Rang unter den insgesamt 68 Stationen der Metro Montreal entspricht.

## Bauwerk

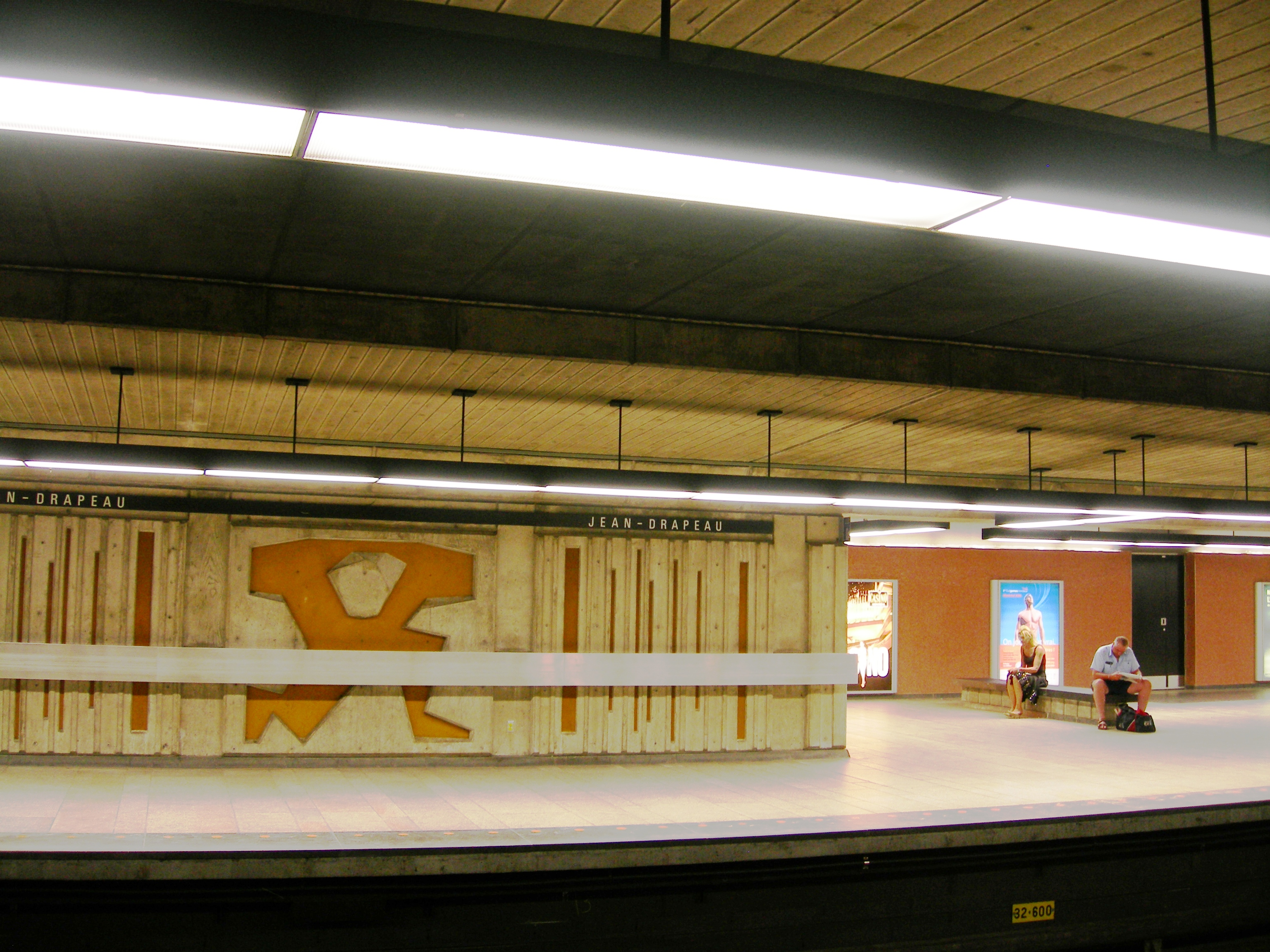
Blick auf den Bahnsteig

Die von Jean Dumontier entworfene Station liegt weit abseits jeglicher Wohnbebauung, wurde aber großzügig konzipiert, sodass sie in kurzer Zeit große Menschenmengen bewältigen kann (hauptsächlich Touristen und Veranstaltungsbesucher). Die architektonischen Elemente besitzen überwiegend die Form von Trichtern, wodurch auch visuell der Eindruck von Effizienz und Räumlichkeit entsteht. Die Bahnsteigebene mit den zwei Seitenbahnsteigen liegt 4,6 Meter unter der Erdoberfläche. Die tiefste Stelle der Metro Montreal (55 Meter) befindet sich westlich der Station unter der Rue Bonsecours; die große Höhendifferenz ergibt sich aus der notwendigen Unterquerung des Flusses. Die Entfernungen zu den benachbarten Stationen, jeweils von Stationsende zu Stationsanfang gemessen, betragen 2362,10 Meter bis Berri-UQAM (längster Stationsabstand der gesamten Metro) und 1572,10 Meter bis Longueuil–Université-de-Sherbrooke.
Es bestehen Anschlüsse zu zwei Buslinien der Société de transport de Montréal. Sehenswürdigkeiten in der Nähe sind die Biosphère, der Parc Jean-Drapeau, der Freizeitpark La Ronde, das Fort de l’Île Sainte-Hélène mit dem David M. Stewart Museum, das Casino de Montréal und die Rennstrecke Circuit Gilles-Villeneuve.

## Kunst
Dumontier gestaltete auch die künstlerische Ausstattung der Bahnsteigebene. Ihre Wände werden von vier identischen Reliefs geschmückt. Die abstrakten Figuren stellen Atlas dar, der das Himmelsgewölbe stützt. Sie nehmen damit Bezug auf Terre des Hommes („Der Mensch und seine Welt“), das Motto der Weltausstellung Expo 67, die unter anderem auf der Île Sainte-Hélène stattfand. Ein weiteres Kunstwerk, La ville imaginaire des portugiesischen Künstlers João Charters de Almeida, befindet sich unweit des Stationseingangs. Es besteht aus abstrakten Kalksteinsäulen, die bis zu 19 Meter hoch ragen. Dabei handelt es sich um ein Geschenk der Metro Lissabon zum 30-jährigen Bestehen der Metro Montreal im Jahr 1997.

## Geschichte
1962 erhielt Montreal den Zuschlag für die Ausrichtung der Expo 67. Um das weitläufige Ausstellungsgelände auf der Île Sainte-Hélène und der benachbarten Île Notre-Dame zu erschließen, wurde der Bau der Linie 4 beschlossen. Die Eröffnung der Linie erfolgte am 31. März 1967, die Zwischenstation auf der Île Sainte-Hélène folgte am 28. April 1967, am Tag nach der offiziellen Expo-Eröffnung. In den vier Wochen dazwischen diente sie zunächst lediglich den Bauarbeitern auf dem Weltausstellungsgelände. Mehr als drei Jahrzehnte lang hieß die Station Île-Sainte-Hélène. Am 10. Mai 2001 erhielt sie ihren heutigen Namen – zu Ehren des Montrealer Bürgermeisters Jean Drapeau, der den Bau der Metro entscheidend vorangetrieben hatte.